# Hyginus
Hyginus, född i Grekland, död omkring 142, var påve från omkring 138 till omkring 142. Han vördas som helgon i Romersk-katolska kyrkan, med minnesdag den 11 januari.

## Biografi
Liber Pontificalis uppger att Hyginus var grek. Andra uppgifter där, att han innan han blev påve var filosof, är troligen felaktiga och beror av sammanblandning mellan denne Hyginus och två latinska författare. Genom Eusebios Historia kan man räkna ut att Hyginus måste ha tillträtt som påve år 138 eller 139, eftersom Telesphorus uppges ha dött under kejsar Antoninus Pius första regentår. Kronologin och dateringen av dessa biskopar är dock mycket osäker och kan inte bestämmas med exakthet eftersom det saknas auktoritativa källor om saken.
Irenaeus berättar att den gnostiske Valentinus ankom till Rom under Hyginus pontifikat, och att han stannade där tills Anicetus blev påve. Cerdo, en annan gnostiker och anhängare till Marcion, bodde också i Rom under Hyginus dagar; genom att bekänna sina felslut och ångra sig fick han tillåtelse att återkomma till Kyrkan, men så småningom återföll han i kätteriet och uteslöts ur Kyrkan. Hur många av dessa händelser som inföll just under Hyginus pontifikat är okänt.
Liber Pontificalis återger också att Hyginus organiserade kyrkans hierarki och etablerade den ecklesiastikala företrädesordningen (Hic clerum composuit et distribuit gradus). Denna generella observation finns även att läsa i Hormisdas biografi och saknar historiskt värde; möjligen kan det lägre prästerskapet åsyftas.
Enligt Eusebios Historia varade pontifikatet i fyra år. De samtida källorna har inga uppgifter om att han skulle ha lidit martyrdöden.
Efter sin död begravdes Hyginus på Vatikanen, nära Petrus grav.

### Webbkällor
- Kirsch, Johann Peter (1910). ”Pope St. Hyginus” (på engelska). Catholic Encyclopedia. New Advent. Arkiverad från originalet den 12 januari 2021. https://archive.md/3HbNJ. Läst 12 januari 2021.